# Simona Necidová
Simona Necidová (* 20. leden 1994 Praha) je česká fotbalistka a trenérka. Jejím bratrem je fotbalista Tomáš Necid.

## Kariéra

### Klubová kariéra
S fotbalem začínala ve 13 letech ve Slavii, kde prošla mládežnickými kategoriemi a poté pokračovala mezi ženami. Ve Slavii strávila celou dosavadní kariéru s výjimkou sezóny 2018/19, kdy hostovala v Liberci. Se Slavií získala čtyři české tituly, dvakrát vyhrála český pohár a zahrála si v lize mistrů.

### Reprezentace
V letech 2009–2012 nastupovala v českých mládežnických reprezentacích, ve kterých nastoupila do celkem 9 zápasů, v nichž vstřelila jeden gól. V dospělé ženské reprezentaci hraje od roku 2013. Zatím nastoupila do 25 utkání, ve kterých dala jednu branku.

### Trénování
Vystudovala Vysokou školu tělesné výchovy a sportu a působí jako trenérka ženského týmu ABC Braník.